# 布雷斯地区蒙蓬
布雷斯地区蒙蓬（法語：Montpont-en-Bresse，法語發音：[mɔ̃pɔ̃ ɑ̃ bʁɛs]）是法国勃艮第-弗朗什-孔泰大區索恩-卢瓦尔省的一个市镇，属于卢昂区。 

## 地理
布雷斯地区蒙蓬（46°33'26"N, 5°9'51"E）面积37.46 平方千米，位于法国勃艮第-弗朗什-孔泰大區索恩-卢瓦尔省，该省份为法国中部省份，北起顺时针与科多尔省、汝拉省、安省、罗讷省、卢瓦尔省、阿列省和涅夫勒省接壤。
与布雷斯地区蒙蓬接壤的市镇（或旧市镇、城区）包括：屈尔西亚东加隆、拉沙佩勒诺德、拉沙佩勒泰克勒、罗姆奈、布雷斯地区圣克鲁瓦、瓦雷訥聖索沃爾。
布雷斯地区蒙蓬的时区为UTC+01:00、UTC+02:00（夏令时）。

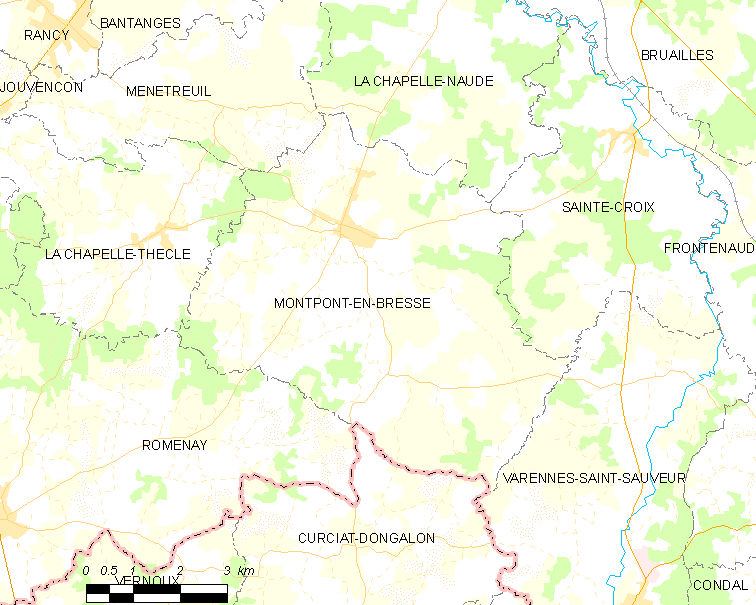
布雷斯地区蒙蓬的OSM定位图

## 行政
布雷斯地区蒙蓬的邮政编码为71470，INSEE市镇编码为71318。

## 政治
布雷斯地区蒙蓬所属的省级选区为屈索县。

## 人口

1962-2008年间布雷斯地区蒙蓬人口变化图示

布雷斯地区蒙蓬于2022年1月1日时的人口数量为1087人。